# Isidor Isaac Rabi
Isidor Isaac Rabi (Rymanów, 29 luglio 1898 – New York, 11 gennaio 1988) è stato un fisico statunitense.

## Biografia
Nato in una famiglia di ebrei ortodossi che si trasferì dalla Galizia agli Stati Uniti d'America quando lui era giovane, compì gli studi all'Università Cornell, alla Columbia University e li continuò poi per due anni in Europa. Cominciò ad insegnare nel 1939 proprio alla Columbia University di New York per poi passare ad altri istituti accademici in giro per gli Stati Uniti.
Dopo la seconda guerra mondiale ricevette la medaglia della Legion d'onore nel 1948 e importanti incarichi organizzativi e di studio da organizzazioni internazionali, fra cui il Comitato per il controllo e la non proliferazione delle armi nucleari e l'Agenzia statunitense per il disarmo dal 1959. Negli anni sessanta ha fatto inoltre parte della commissione nazionale statunitense dell'UNESCO.

### Ricerche
In collaborazione con altri fisici osservò che il momento magnetico di un atomo dipende anche dalle forze e dall'intensità del campo magnetico in cui si trova e che da queste dipendono anche lo spin del nucleo atomico e il momento angolare degli elettroni orbitali. Misurò il numero quantico dello spin del nucleo e determinò i momenti nucleari di parecchi nuclei atomici. Il suo nome è legato ad una formula per lo studio della spettrografia ad alta frequenza. Fu insignito del Premio Nobel per la fisica nel 1944.

## Nella cultura di massa
Rabi è stato interpretato da David Krumholtz nel film del 2023 Oppenheimer.